# Toxicodendron pubescens
Toxicodendron pubescens är en sumakväxtart som beskrevs av Philip Miller. Toxicodendron pubescens ingår i släktet Toxicodendron och familjen sumakväxter. Inga underarter finns listade i Catalogue of Life.